# Johann Georg Mozart
Johann Georg Mozart (4. května 1679 – 19. února 1736) byl knihař, který žil v Augsburgu v Německu. Byl otec Leopolda Mozarta a dědeček Wolfganga Amadea Mozarta.
Johann Georg Mozart ani jeho manželka Anna Maria neměli přímý vliv na život svého slavného vnuka. Johann Georg zemřel 20 let před narozením Wolfganga Amadea Mozarta; a Leopold Mozart se odcizil své matce, poté co se roku 1737 přesunul do Salcburku; mezi babičkou a vnukem tedy během doby, kdy se jejich životy překrývaly, nedošlo k žádnému kontaktu.